# Пусоль
Пусоль (исп. Puzol, кат. Puçol) — муниципалитет в Испании, входит в провинцию Валенсия в составе автономного сообщества Валенсия (автономное сообщество). Муниципалитет находится в составе района (комарки) Уэрта-Норте.

### Город

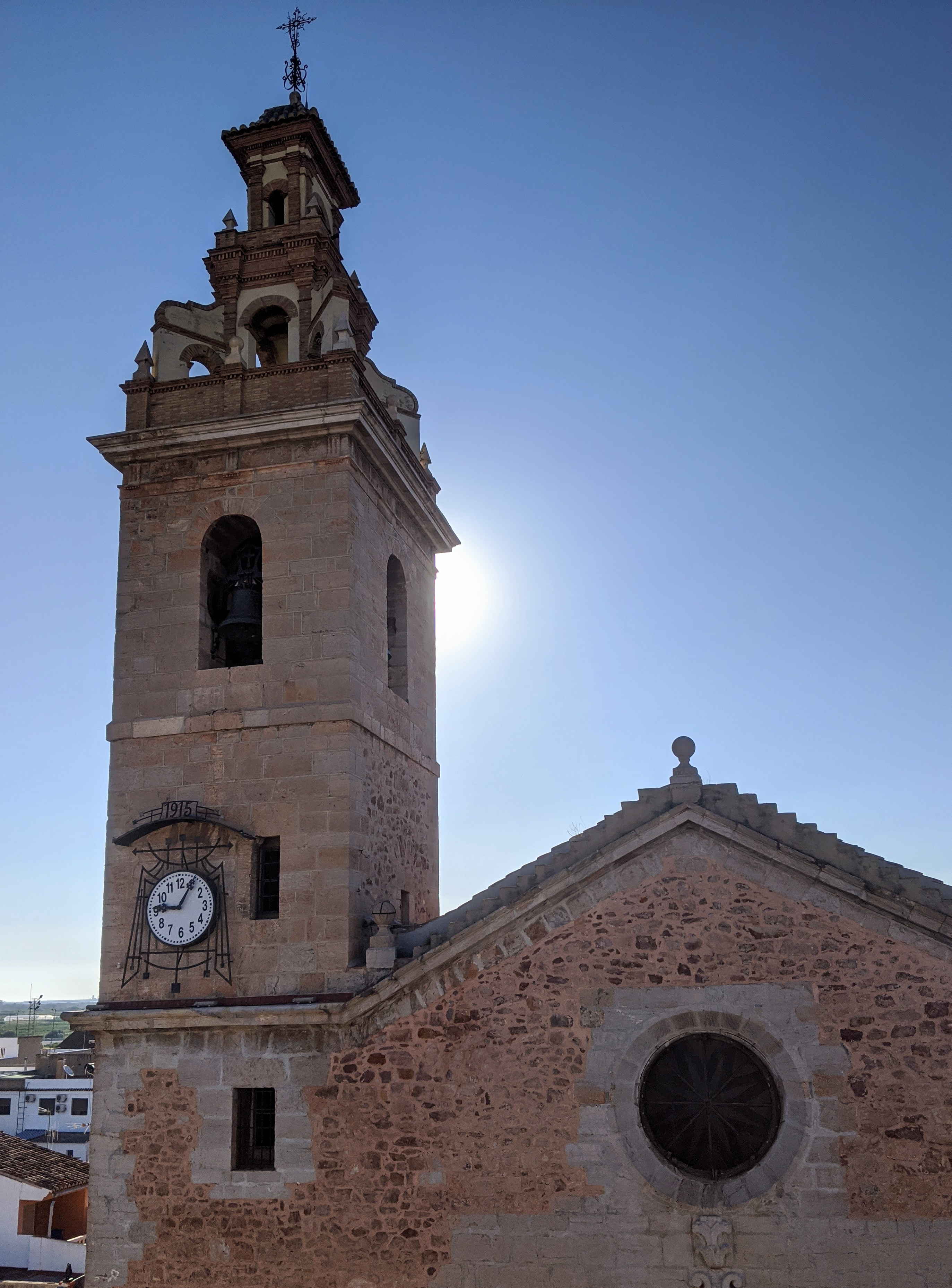
Церковь двух Хуанов в центре г Пусоль

## Галерея

### Пляж и море

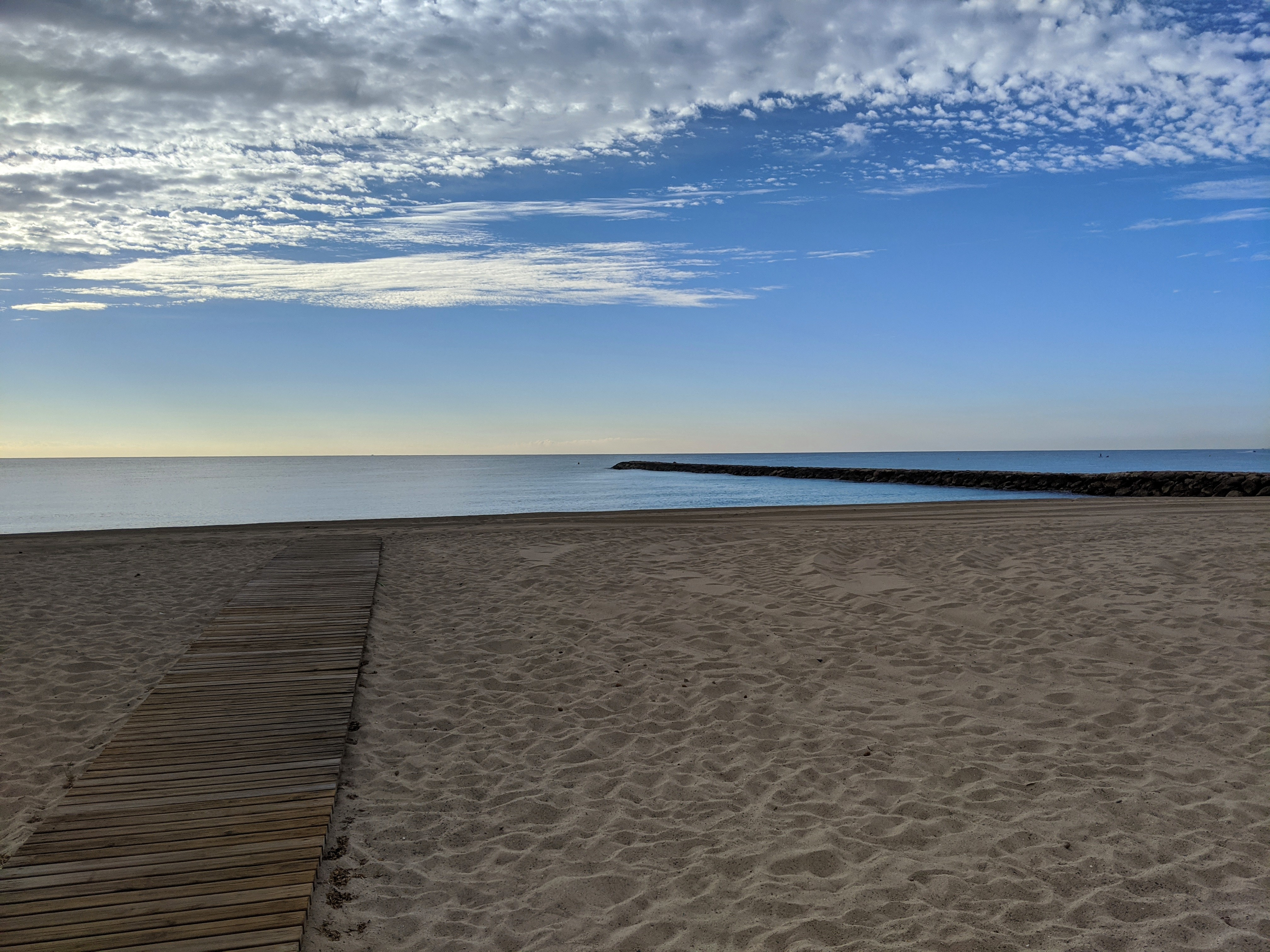
Пляж (утро)
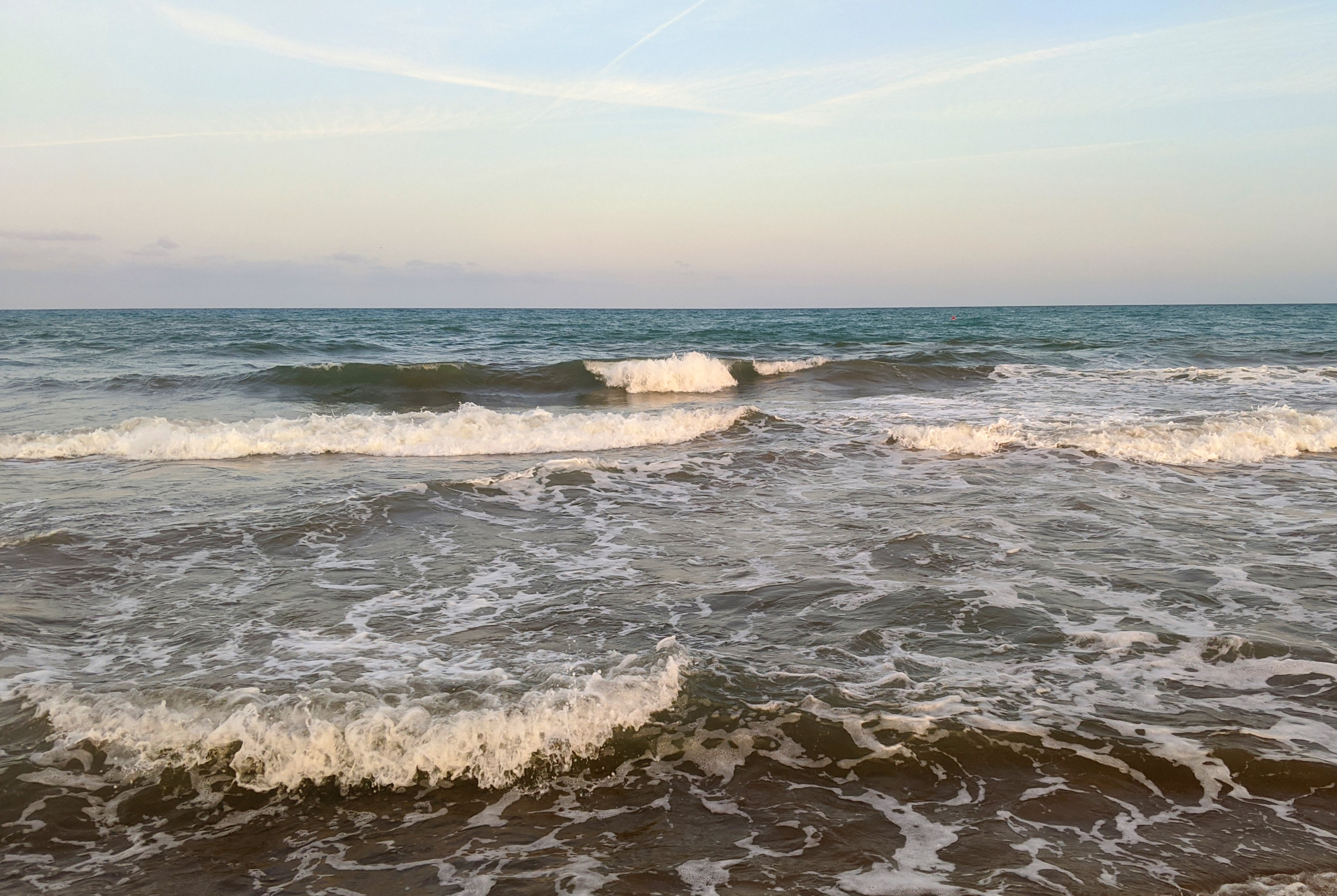
Пляж (вечер)

### Природа

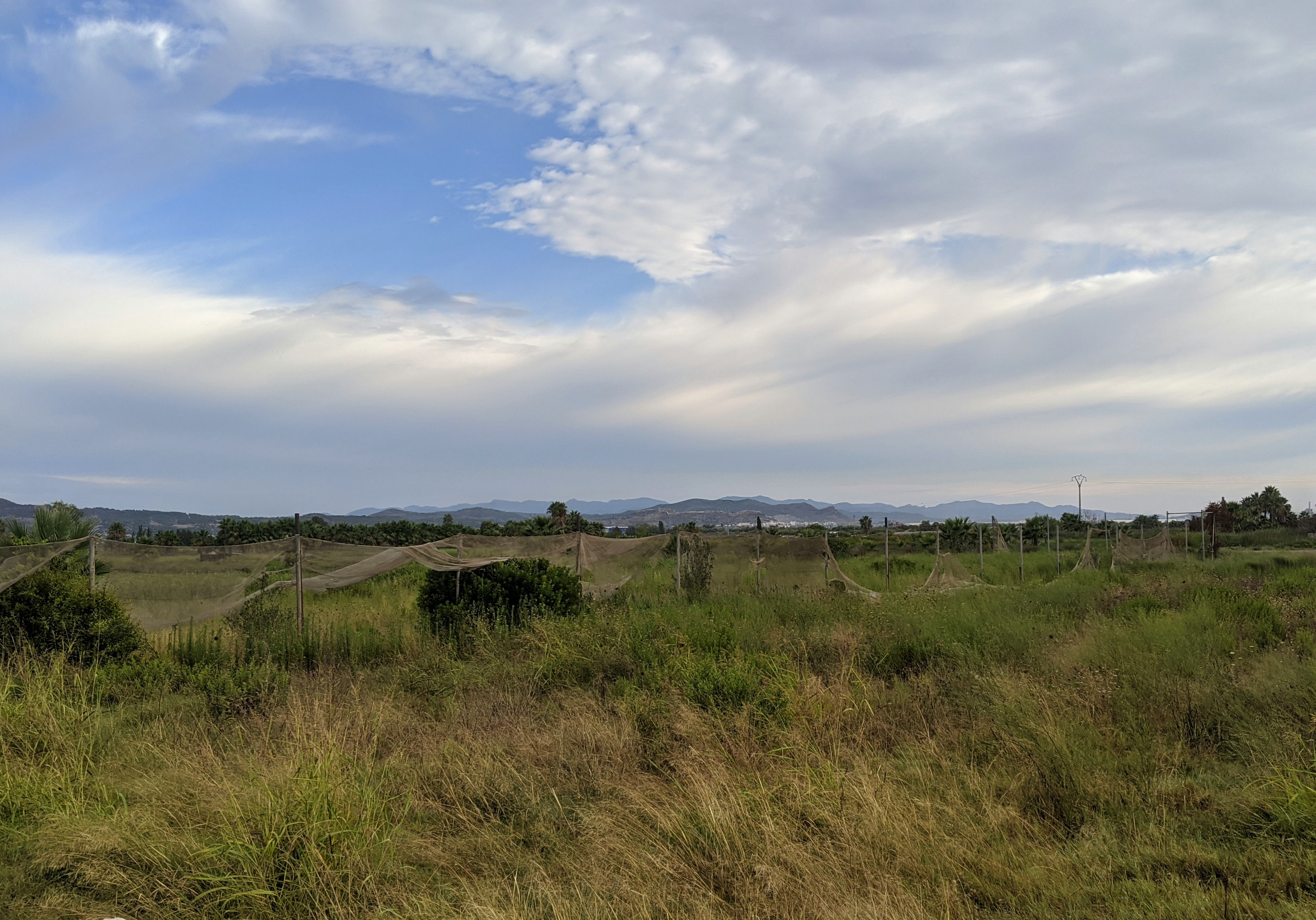
Фруктовые поля, вид на горы
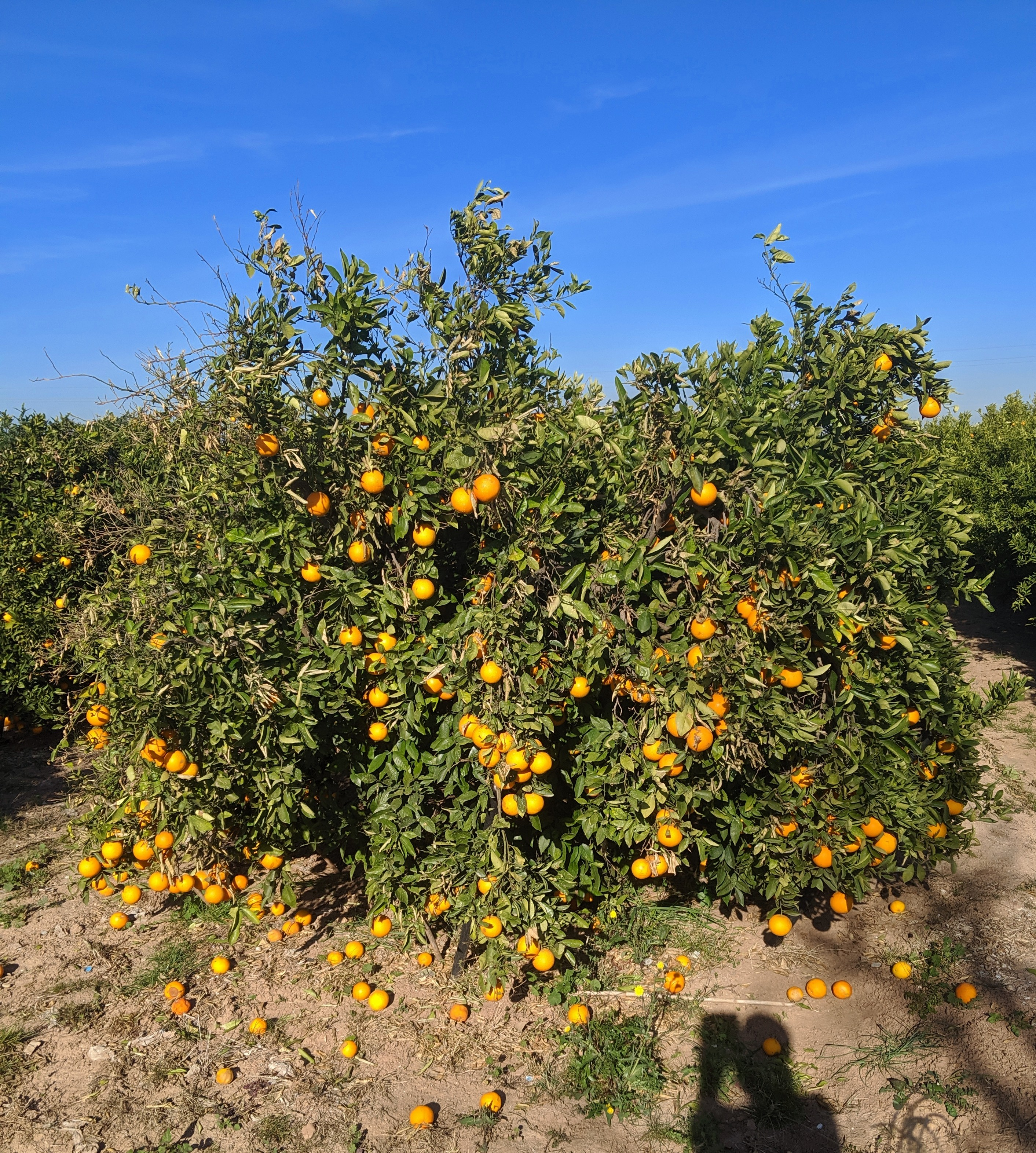
Апельсиновые сады